# Benchmarking
A benchmarking olyan elemzési és tervezési eszköz, mely lehetővé teszi a vállalat összehasonlítását a versenytársak legjobbjaival, valamint más iparágakba tartozó vállalkozásokkal.

## A benchmarking mint folyamat
A benchmarking nem más, mint egy folyamat, mely során a vállalat különböző funkcionális területeinek módszereit, folyamatait és eredményeit összevetik egy vagy több más vállalat hasonló jellemzőivel, annak érdekében, hogy fény derüljön a racionalitási, valamint minőség- és teljesítménynövelési lehetőségekre.
Fontos, hogy a benchmarkingot ne keverjük össze a hagyományos vállalati összehasonlítással, amikor a vállalatok mérlegeit, eredménykimutatásait vizsgáljuk, hasonlítjuk össze.

## Alkalmazása
Alkalmazhatjuk:
- Szervezetalakítás: fontos, hogy ismerjük az iparág, illetve más iparágak legjobb módszereit, felépítését.
- Kontrolling rendszer bevezetése: a stratégiai kontrolling bevezetésénél fontos más vállalati irányító rendszerek vizsgálata.[1]
- Folyamatmenedzsment: a benchmarking legkézenfekvőbb alkalmazási területe a folyamatok elemzése, mely elengedhetetlen a folyamatmenedzsment bevezetésénél.

## Benchmarking elemzési szempontok
- A benchmarking tárgya: termékek, módszerek, folyamatok
- A vizsgált jellemzők: költségek, minőség, vevői elégedettség, idő
- Az összehasonlítás alapja: más üzleti területek, versenytársak, azonos iparág, más iparágak